# Los criminales
Los criminales es una película venezolana de 1982 dirigida por Clemente de la Cerda y protagonizada por Miguel Ángel Landa, Chony Fuentes, Rafael Briceño, Alicia Plaza, Orlando Zamarrera, Otto Rodríguez.

## Sinopsis
Dos jóvenes deciden robar una residencia creyéndola deshabitada, mientras en su interior los dueños de la casa y otra pareja mantienen un juego perverso como diversión para el día domingo. Uno de los jóvenes entra en la casa pero es acorralado y sometido a todo tipo de vejaciones y maltratos.

## Reparto
- Miguel Ángel Landa
- Chony Fuentes
- Rafael Briceño
- Alicia Plaza
- Orlando Zamarrera
- Otto Rodríguez
- Grecia Colmenares
- Domingo Del Castillo
- Dilia Waikarán[2]
- Evelin Berroteran
- Edith Cermeño